# Sidarta (livro)
Siddharta é um romance escrito por Hermann Hesse, um dos maiores escritores alemães. Vencedor do Prêmio Nobel de Literatura em 1946. A sua primeira publicação foi em 1922 e conta passagem da sua vida e pensamento durante a sua estada na Índia em 1910, inspirado na tradição contada de Siddhartha Gautama, o Buda.
O livro trata basicamente a busca pela plenitude espiritual, e o alcance de estados em que a mente humana se encontra absolutamente completa e plena.
Em 1972, o grupo inglês de rock progressivo Yes inspirou-se no livro para escrever as letras da música Close to the Edge.

## Resumo do Livro

### Capítulo 1- O Filho do brâmane
Siddharta é um jovem promissor que vive num povoado brâmane. Talentoso, esbelto, ávido pelo saber, Siddharta era adorado por todos. Estava avançado nos ensinamentos brâmanes e todos viam nele um futuro brilhante. Pressentia-se nele um sábio, um sacerdote, um príncipe entre os brâmanes. E quem mais o adorava era seu amigo Govinda.
Mas para si mesmo, Siddharta não tinha alegria. Para si mesmo não era fonte de prazer. Abrigava em suas entranhas o descontentamento. Sentia que o amor que recebia de todos nem sempre teria força para alegrá-lo. Também sentia que já tinha absorvido os principais ensinamentos brâmanes, mas não eram suficientes.
Questionava a validade dos rituais: “As abluções, por proveitosas que fossem, eram apenas água; não tiravam dele o pecado; não curavam a sede do espírito; não aliviavam a angústia do coração. Excelentes eram os sacrifícios e as invocações dos deuses- mas que lhe adiantava tudo isso? Propiciavam os sacrifícios a felicidade? E quanto aos deuses: foi realmente Prajapati quem criou o mundo? E não o Átman? Ele, o único, o indivisível?”...
”Quem merecia imolações e reverência, senão Ele, o único, o Átman? E onde se podia encontrar o Átman, onde morava ele... a não ser no próprio eu, naquele âmago indestrutível que cada um trazia em si?” Insatisfeito com isso, resolveu unir-se a um grupo de samanas (sábios mendigos nômades) que passavam pela cidade, para encontrar sua felicidade e o seu caminho.
Depois de receber a permissão de seu pai (que tristemente a concedeu), partiu para os samanas junto com Govinda.

### Capítulo 2- Com os samanas
Com os samanas, Siddharta aprendeu a jejuar. “A carne sumia-lhe das pernas e da face”. Passando pelas cidades, olhava a vida nela com desprezo. “... nada disso era digno de ser olhado. Tudo era mentira, tudo fedor; tudo recendia a falsidade, tudo criava a ilusão de significado, felicidade, beleza e, todavia, não passava de putrefação oculta. Amargo era o sabor do mundo. A vida era um tormento”. O objetivo de Siddharta era tornar-se vazio, vazio de sede, vazio de desejos, vazio de alegria e de pesar. “Exterminar-se, distanciando-se de si mesmo; cessar de ser um eu”.
Esse era o objetivo e a filosofia de vida dos samanas. Assim, meditavam, jejuavam, transferiam sua alma para garças e viviam a vida das garças, transferiam sua alma para chacais mortos e vivenciavam a auto-decomposição. Encarnavam pedras, troncos, folhas e árvores.
Os dois passam três anos na companhia dos Samanas. Siddharta notou que o modo de vida samana é uma forma de fugir da vida e do eu, e resolve parar de segui-los, fator catalisado pelo surgimento de Buda, que estava arrebanhando vários discípulos e que havia alcançado a Iluminação. Há um diálogo interessante entre Siddharta e Govinda em que Siddharta diz:
“O que é a meditação? O que é o abandono do corpo? Que significa jejum? E a suspensão do fôlego? São modos de fugirmos de nós mesmos. São momentos durante os quais o homem escapa à tortura de seu eu. Fazem-nos esquecer, passageiramente, o sofrimento e a insensatez da vida”.
Siddharta também nota que nenhuma doutrina é capaz de fazer a pessoa atingir a iluminação, apenas a vivência tem essa capacidade. E os dois vão ao encontro de Buda.

### Capítulo 3- Gotama
Nesse capítulo os dois amigos encontram Buda e ouvem sua doutrina. Govinda resolve unir-se aos discípulos de Buda, enquanto, Siddharta confirma sua teoria de que nenhuma doutrina, somente a vivência, pode levar e iluminação.
Ouvindo Buda, Siddharta não manifestou muito interesse em sua doutrina, mas observou atentamente sua silhueta, seus gestos, sua voz, os ombros, os pés. “Parecia-lhe que as falanges de cada dedo eram doutrina, falavam, respiravam, exalavam aroma, derramavam o brilho da verdade”.
Num diálogo entre Buda e Siddharta, Siddharta manifestou seu apreço pela doutrina, e disse que não seria seu discípulo, pois a iluminação não pode ser ensinada por doutrinas, só por vivência, e que Buda não contara como foi sua experiência na hora da iluminação, porque isso era impossível de ser descrito. Portanto, seguiria o seu próprio caminho sem nenhuma doutrina e nenhum mestre, até alcançar seu destino ou morrer. Buda disse que o desígnio de sua doutrina é a redenção do sofrimento, nada mais.
Nesse diálogo, há um trecho muito interessante em que Siddharta diz: “... Nós, os samanas, procuramos a redenção do eu, ó Augusto. Ora, seu eu fosse um dos teus discípulos, ó Venerável, poderia acontecer-me... Assim receio... que meu eu só aparentemente, falazmente, obtivesse sossego e redenção, mas na realidade continuasse a viver e a crescer, uma vez que eu teria então a tua doutrina, teria o fato de ser teu adepto, teria meu amor a ti, teria a comunidade dos monges e faria de tudo isso meu eu”.
Govinda viu nas palavras de Buda um ideal de vida. Já Siddharta viu em Buda um modelo, um exemplo a ser seguido.

### Cap. 4- Despertar
Despertar é um capítulo curto e denso, no qual Siddharta reavalia toda sua vida passada e a abandona, sentindo-se incomparavelmente só, pois não pertenceria a mais nenhum grupo, seria apenas Siddharta. Antes fora brâname, samana... agora, apenas ele mesmo “... lhe parecia que o verdadeiro pensar consistia no reconhecimento das causas e que, desse modo, o sentir se convertia em saber, o qual, em vez de dissipar-se, criaria forma concreta e irradiaria seu teor”.
“Mas que desejaste aprender dos teus mestres e extrair dos seus preceitos? Que será aquilo que eles, que tanto te ensinaram, não conseguiram propiciar-te?”... “Era meu desejo conhecer o sentido e a essência do eu, para desprender-me dele e superá-lo. Apenas logrei iludi-lo. Consegui, sim, fugir dele e furtar-me às suas vistas. Realmente, nada neste mundo preocupou-me tanto quanto esse eu, esse mistério de estar vivo, de ser um indivíduo, de achar-me separado e isolado de todos os demais, de ser Siddharta! E de coisa alguma sei menos do que sei quanto a mim, Siddharta!”
“O facto de eu não saber nada a meu próprio respeito, o facto de Siddharta ter permanecido para mim um ser estranho, desconhecido, tem sua explicação numa única causa: tive medo de mim; fugi de mim mesmo! Procurei o Átman, procurei o Brama, sempre disposto a fraturar e a pelar o meu eu, a fim de encontrar no seu âmago ignoto o núcleo de todas as cascas. Mas, enquanto fazia isso, perdi-me a mim mesmo”.
“Olhou para o mundo a seu redor, como se o enxergasse pela primeira vez. Belo era o mundo! Era variado, era surpreendente e enigmático! Lá, o azul; acolá, o amarelo! O céu a flutuar e o rio a correr, o mato a eriçar-se e a serra também! Tudo lindo, tudo misterioso e mágico! E no centro disso tudo se achava Siddharta, a caminho de si próprio...” “Não havia mais aquela multiplicidade absurda, casual, do mundo dos fenômenos, desprezada pelos profundos pensadores brâmanes, que rejeitam a multiplicidade e esforçam-se por achar a unidade...” “... O sentido e a essência das coisas não se achavam em algum lugar atrás das coisas, senão no seu interior”.
“... “andei deveras surdo e insensível”...”Quem puser a decifrar um manuscrito, cujo significado lhe interessar, tampouco menosprezará os sinais e as letras, qualificando-os de ilusão... senão os lerá, estudá-los-á, amá-los-á, letra por letra. Eu, porém, que almejava ler o livro do mundo e o livro da minha própria existência, desprezei os sinais e as letras, em prol de um significado que lhes atribuía de antemão. Chamei de ilusão o mundo dos fenômenos. Considerei meus olhos e minha língua apenas aparentes, casuais, desprovidas de valor. Ora, isso passou. Despertei. Despertei de fato. Nasci somente hoje.” ”

### Cap. 5- Kamala
Nesse capítulo, Siddharta observa mais atentamente o mundo ao seu redor. Observava-o ingenuamente, sem procurar nele o essencial. Refletia enquanto isso, pensando que não era importante somente pensar... e sim também sentir. Pensou que, doravante, que obedeceria unicamente sua voz íntima. Atraído pela beleza da cortesã Kamala, entra numa cidade e pede que ela lhe ensine a arte dos prazeres. Como era preciso ter riquezas para poder usufruir dos “lábios de figo recém-cortado” de Kamala, Siddharta, que sabia ler e escrever, tenta arranjar um emprego com o comerciante mais rico da cidade.

### Cap. 6- Entre os homens tolos
Siddharta emprega-se com o comerciante, consegue dinheiro e tem aulas de beijos e outras coisas com Kamala. Come somente o necessário, não toma vinho. Vê a vida dos “homens tolos” como engraçada, zomba da vida deles. Acha engraçado quando o comerciante fica irritado quando perde dinheiro. Fazia amizades e viajava. Torna-se sócio do comerciante. Contudo, às vezes sente que tudo que fazia não passava de uma brincadeira, que a verdadeira vida estava longe disso.

### Cap. 7- Sansara
Siddharta enriquecera. Lentamente, começou a adquirir asco e rancor pela vida. Comia mais que o necessário, tomava vinho. Adquiriu o hábito de jogar jogos valendo dinheiro. Como gostava de apostar quantias bastante altas, para provar que nada daquilo lhe importava, tornou-se mais severo com seus devedores para poder apostar mais vezes. Irritava-se quando perdia dinheiro. Notou que faltava alguma coisa a ele em relação aos demais, nunca poderia apegar-se às pessoas e as coisas como os demais, era incapaz de amar.
Recém estava na casa dos quarenta, mas já notava alguns fios de cabelo branco. Também não ouvia mais sua voz interior.
Uma noite bebera bastante. Tentava dormir, mas não conseguia. “Por longas horas procurava em vão conciliar o sono, com o coração a transbordar de mágoas que lhe pareciam insuportáveis, de náuseas que o transiam como o gosto fastidioso, repugnante, do vinho...” “...mas, muito mais do que todo o resto, causavam-lhe asco a sua própria pessoa, os cabelos perfumados, o bafo de vinho que sua boca exalava, a flacidez e o mal-estar de sua pele.”
“Siddharta, nessa noite de insônia, desejava lançar para fora de si, num imenso jato de enjoo, aqueles prazeres, aqueles hábitos, aquela vida absurda e livrar-se de si mesmo...” “...foi nesse instante que teve um sonho. Numa gaiola de ouro, Kamala guardava um passarinho canoro, muito raro. O pássaro, que normalmente cantava nas primeiras horas do dia, parecia mudo. Como esse fato lhe chamasse atenção, ele aproximou-se da gaiola e viu que o passarinho jazia no chão, morto, enrijecido. Retirou-o e atirou-o na calçada da rua. Mas logo assustou-se terrivelmente. O coração doía-lhe como se ele houvesse jogado fora não só o cadáver da ave, como também tudo quanto fosse bom e tivesse valor.”
Despertou bruscamente, sentindo profunda tristeza. “Atormentava-o a impressão de ter levado uma existência vil, miserável, insensata”. Sentou-se embaixo de sua mangueira no seu jardim e começou a pensar e a reavaliar sua existência. Passou todo dia refletindo, até que pensou: “ “...Aqui estou, ao pé da minha mangueira, no meu jardim”... E esboçou um leve sorriso, ao ponderar se tudo isso era necessário , importante e certo, e não apenas um brinquedo tolo, possuir uma mangueira e um jardim?” Resolutamente, resolveu dar fim a esse estado das coisas, saindo da cidade e nunca mais voltando.

### Capítulo 8- A Beira do Rio
Nesse capítulo Siddharta vagueia pela floresta, triste e desiludido consigo mesmo. Sentia nojo de si próprio. Subiu no tronco de uma árvore e planejou suicidar-se, se jogando num rio. Porém, quando viu o rio, proferiu a palavra Om, e dormiu. Depois de um longo sono, acordou proferindo Om novamente. Era como tivesse rejuvenescido, renascido. Era como se sua vida passada fosse uma outra reencarnação. Encontrou Govinda vigiando o seu sono, observando-o, notou que o amava, e que “... a grave doença de que sofrerá até poucas horas antes manifestara-se precisamente na incapacidade de amar nada e ninguém.”
“ Que bom- assim pensou- provar tudo quanto se necessita conhecer! Em criança, já aprendi que a riqueza e os prazeres mundanos não nos trazem nenhum proveito. Há muito tempo sabia disso, mas somente agora cheguei a assimilar essa sabedoria. Hoje me compenetrei dela. Possuo-a não só na memória, senão nos olhos, no coração, no estômago. É uma bênção ter essa certeza”
“Ouviste o canto do pássaro no fundo do teu coração e obedeceste a ele!”
“Sempre se pavoneara com altivez; sempre quisera ser o mais inteligente, o mais zeloso... nesse sacerdócio, nessa altivez, nessa erudição infiltrava-se o seu eu; ali se arraigara, crescera, enquanto ele, Siddharta, cria tê-lo aniquilado por meio de jejuns e mortificações”

### Cap. 9 – O Barqueiro
Neste capítulo, Siddharta reencontra o barqueiro que atravessara com ele o rio no começo de sua jornada, após Siddharta ter se desgarrado de Govinda e da doutrina de Gotama. Siddharta passa a morar junto de Vasudeva e torna-se discípulo do rio, tal qual o barqueiro viúvo. Passados alguns anos, Kamala ressurge devido à peregrinação que faz em memória do Buda, quando é picada por uma serpente e vem a falecer, mas não antes de apresentar o filho de Siddharta ao pai.

### Cap. 10 – O Filho
Siddhartha passa a viver com seu filho na casa de Vasudeva. Siddharta tenta se aproximar de seu filho, mas não obtém sucesso. Siddharta (filho) foge para a cidade e Siddharta (pai) vai em sua procura, mesmo Vasudeva o aconselhando a não fazer isso. Após muito meditar, Siddharta aceita o conselho de Vasudeva e desiste da busca por seu filho.

### Cap. 11 – Om
Siddharta continua a pensar no seu filho, principalmente quando faz a travessia de balsa conduzindo pais e seus filhos, já que Vasudeva já não tem idade e nem força para fazê-lo.Tomando consciência de que ele próprio tinha abandonado o pai, Siddharta acaba se conformando com a partida do filho. Ao perceber que Siddharta havia assimilado o conhecimento que o rio queria passar, Vasudeva parte em uma jornada pela selva.

### Cap. 12 – Govinda
No capítulo final Govinda recebe uma noticia sobre um balseiro que é considerado sábio e vai conhecê-lo pessoalmente. Após algum tempo de conversa com balseiro Govinda percebe que é seu velho amigo Siddharta e que ele havia encontrado o que ele tanto procurava, pois mostrava em seu rosto serenidade e paz.